# Carapoia marceloi
Carapoia marceloi  (лат.) — вид пауков-сенокосцев  рода Carapoia (Pholcidae). Распространён в Южной Америке (Бразилия, Bahia state).

## Описание
Мелкие пауки-сенокосцы, длина тела около 3 мм, ширина карапакса 1,3 мм. Брюшко охристо-серое. Карапакс и ноги светло-коричневые. Имеют 8 глаз. Ноги очень длинные. Брюшко коротко-цилиндрическое и заострённое у паутинных бородавок. Обнаружен под мёртвыми листьями на земле.

## Систематика
Отличается от близких видов изогнутой формой прокурсуса (дистального отростка цимбиума, видоизменения последнего членика педипальп), строением хелицер самца и морфологией гениталий самки. Вид был впервые описан в 2016 году в ходе исследования разнообразия и эндемизма пауков Южной Америки, проведённого немецким арахнологом Бернхардом Хубером (Bernhard Huber, Alexander Koenig Research Museum of Zoology, Бонн, Германия). Вид был назван в честь Марсело Диаса (Marcelo A. Dias; Universidade Católica do Salvador de Bahia), участника совместной экспедиции по изучению прибрежных Атлантических лесов Бразилии.